# 1943年阿根廷政变
1943年阿根廷军事政变，又称四三革命（西班牙语：Revolución del 43）是发生在1943年6月4日的军事政变。该政变推翻了宪法和拉蒙·卡斯蒂略总统的欺诈政权，终结了臭名昭著的十年。历史学家米格尔·安赫尔·申纳将本次政变描述为1930年9月6日政变历史的封底。“1930年政变终结了一个合法政府；1943年政变终结了一个半合法政府”。独裁政府召开1946年大选，最后由前副总统胡安·多明戈·庇隆（他在1945年10月9日辞职副总统职务）获选并在1946年6月4日起担任总统职务。
三位独裁总统相继就职：首先是阿图罗·罗森（只执政了3天），然后是佩德罗·帕布洛·拉米雷斯、最后是埃德尔米罗·朱利安·法雷爾。同时，有四位军官被依次任命为副总统：萨瓦·苏埃罗、埃德尔米罗·朱利安·法雷爾（后担任总统）、胡安·庇隆（后担任民选总统并连任两个任期，接着在1955年军事政变中被推翻）和胡安·皮斯塔里尼。
在此过程中，通过庇隆上校领导的、主要由当时的社会主义者及革命工团主义者组成的联盟，工团主义于阿根廷历史上首次获得政治权力，引发了庇隆主义的兴起。

## 背景
导致1943年6月4日政变发生的原因有两个：臭名昭著的十年和第二次世界大战。在临近当年九月的选举，由于总统拉蒙·卡斯蒂略不受民意欢迎，国家民主党与同盟国比较接近，加上出现总统的继任者罗伯斯蒂亚诺·帕特龙·科斯塔斯计划向轴心国宣戰的传言，这场政变发生了。

### 臭名昭著的十年（1930年－1943年）

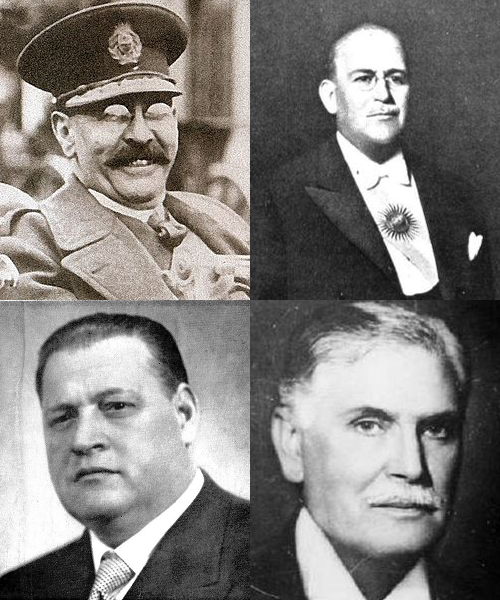
“臭名昭著的十年”中的四位总统：乌里武鲁、胡斯托、奥尔蒂斯和卡斯蒂略。

所谓的臭名昭著的十年开始于1930年9月6日政变，信奉社团主义和天主教民族主义的何塞·费利克斯·乌里武鲁将军推翻了激进公民联盟的伊波利托·伊里戈延（他于1928年经过民主选举，就任了第二任期）总统。9月10日，乌里武鲁被最高法院承认为实际总统，不过，这一任命使“实际”政府学说兴起，并将被用于合法化其他军事政变。随后，政府取缔了激进公民联盟。
1931年4月5日，布宜诺斯艾利斯省选举举行，结果在政府的意料之外：虽然政府认为激进公民联盟已经完全“脱离历史”（因为激进公民联盟没有组织竞选活动，也没有得到媒体界的支持），但是，激进公民联盟候选人奥诺里奥·普埃雷东赢得了选举。尽管在选举人票数上，激进公民联盟落后了几票，只能与社会党谈判来获取胜利，但是政府仍然十分恐慌，大多数部长都提出了辞呈。乌里武鲁重组了内阁并任命了“自由”派的部长。5月8日，乌里武鲁中止了省选举人团的呼吁，并任命曼努埃尔·拉蒙·阿尔瓦拉多为布宜诺斯艾利斯省的实际省督。
几周后，科连特斯省爆发了由格雷戈里奥·波马尔中校领导的革命；这场革命虽然很快就被镇压，但是却给予了乌里武鲁所需的借口：他查封了激进公民联盟的所有营业场所、逮捕了若干激进公民联盟领导人并禁止选举人团选择跟伊里戈延直接或间接相关的政治家；普埃雷东曾任过伊里戈延的部长，这使得他无法参选，还与阿尔韦亚尔一起被驱逐出国。乌里武鲁还暂停了计划好的科尔多瓦省选举和圣菲省选举。他把9月的大选推迟至11月，并在此后不久取消了布宜诺斯艾利斯省选举。
社团主义试验失败后，阿根廷就被代表阿根廷传统保守自由主义的政治联盟“协议”统治。该联盟由国家民主党（又称保守党）、反人格主义激进公民联盟和独立社会党组成，从1932年掌权至1943年，历经阿古斯丁·佩德罗·胡斯托总统（1932-1938）、罗贝托·玛丽亚·奥尔蒂斯总统（1938-1940）和拉蒙·卡斯蒂略总统（1940-1943）（在奥尔蒂斯逝世后接任），这一时期被称为臭名昭著的十年。
这一时期的特点是开启了被称为进口取代工业化的新经济模式。
1943年选举本应通过选举欺诈，选举出新的总统——充满争议的制糖商人罗武斯蒂亚诺·帕特龙·科斯塔斯，过去四十年里萨尔塔省的一位强人。帕特龙当选总统意味着欺诈政权的延续及深化。

### 第二次世界大战
第二次世界大战（1939年－1945年）对于阿根廷政治，特别是1943年6月4日之后的政治有着复杂而又决定性的影响。
第二次世界大战开始时，英国在阿根廷具有决定性的经济影响力。同时，美国掌握了整个美洲大陆的霸权，准备彻底取代英国，成为阿根廷的新霸主。从1941年日本袭击珍珠港，致使美国放弃中立开始，二战就成为了使美国达成这个目的的最佳时机。
对于欧洲战争，阿根廷长期保持着“中立”，这一传统自从19世纪起，就被所有的政党捍卫。导致阿根廷“中立”的原因比较复杂，其中最重要的是需要保持对英国和欧洲的食品供应。无论在一战还是在二战，英国都需要保证对人民和部队的食物供给（粮食和肉类）良好。阿根廷必须保持中立以避免自己的货船被袭击，否则供应链就会被切断。并且，阿根廷一直对19世纪末以来，推动美国发展的泛美霸权主义保持着沉默。
1939年12月，阿根廷政府就放弃中立、加入同盟国的可能性，与英国进行了商议。英国政府断然拒绝了这一提议，并重申了以下原则：阿根廷主要的贡献是供应，为了保证供应，阿根廷有必要保持中立。此时，美国也保持着中立的立场（1935年至1939年的美国中立法和美国传统的“孤立主义”使得这一立场更加坚固），不过，这一立场在1941年12月7日，太平洋的军事基地遭到日本袭击时，发生了根本性的转变。
珍珠港事件之后，在1942年1月举办的外交部长协商会（即1942年里约会议）上，美国试图让所有美洲国家跟随它参战。美国不会因阿根廷与欧洲之间的贸易被切断而受到任何影响，因此二战对于它来说，是获得政治（体现在泛美洲主义上）及经济上的大陆霸权，并且在优势上彻底取代英国的好机会。但是，通过外交部长恩里克·鲁伊斯·吉尼亚苏，阿根廷反对跟随美洲国家参战，并拒绝了美国的提议。从这时起，美国就一直对阿根廷施加着压力，直到压力无法遏制。
面对战争，阿根廷人民分成了两派：“亲同盟国派”和“中立派”。“亲同盟国派”希望阿根廷加入同盟国并参战，“中立派”则坚持阿根廷应保持中立。另外还有一个少数派系：“亲德派”。鉴于阿根廷不可能加入轴心国，这一派系常常支持中立，与中立派混合在一起。
反人格主义激进公民联盟党人罗贝托·玛丽亚·奥尔蒂斯总统（1938-1942）和保守党人拉蒙·卡斯蒂略总统（1942-1943）都坚持中立，不过可以确定的是，官方总统候选人罗武斯蒂亚诺·帕特龙·科斯塔斯会对轴心国宣战。这一状况在军队，尤其是中立派占主导地位的陆军，有着巨大的影响力。

## 经济及社会状况

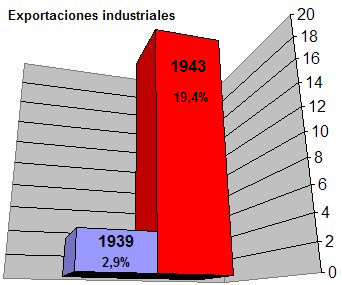
1943年是工业和工人阶级取得巨大发展的一年。社会经济的转型预测了社会政治的重大变革。

二战对阿根廷的一个直接影响，是工业化进程的飞跃。1943年，工业生产指数第一次超过了农业。在纺织业的带动下，工业出口率从1939年的2.9%，增长到1943年的19.4%。
从1941年到1946年，产业工人阶层人数增长了38%（从677,517增长到938,387）。在1946年，主要集中在布宜诺斯艾利斯市区的工厂聚集了全国56%的工业设施和61%的工人。
另一方面，1929年的大萧条限制了欧洲的移民潮，因此，新型的内部迁徙正在从数量和文化上彻底地改变工人阶级。在1936年，布宜诺斯艾利斯市36%的人口来自外国，只有12%的人口来自国内（农村及小城市）；在1947年，外国人数量减少到26%，同时内部迁徙者数量翻了一倍，达到了29%。从1896年到1936年，从各省迁徙到布宜诺斯艾利斯的年平均人口量为8,000；这一数值在1936年到1943年之间为72,000，在1943年到1947年之间为117,000。
新的社会经济条件及地理集中预测了以布宜诺斯艾利斯为中心的社会政治重大变革。

## 6月4日政变

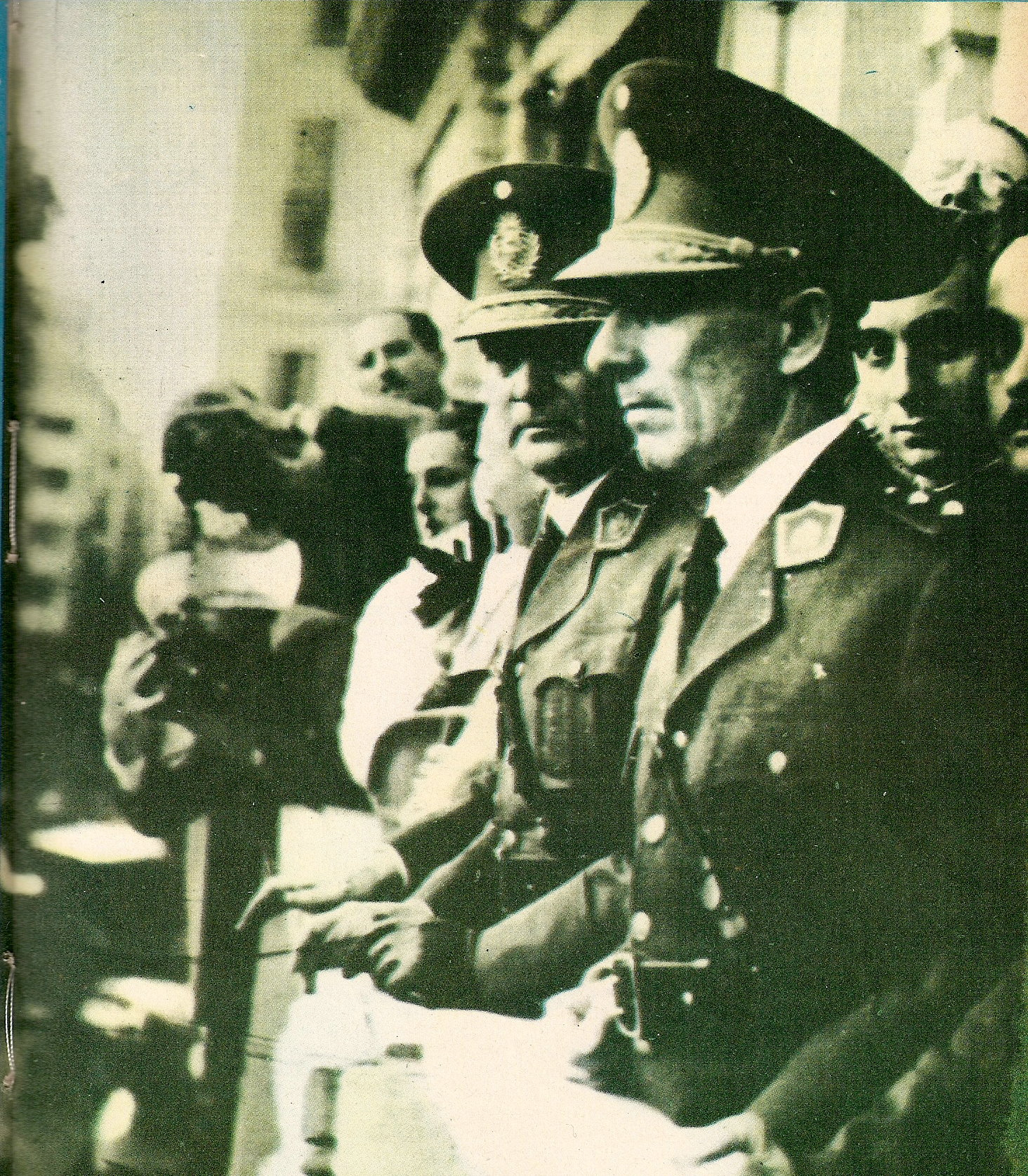
阿图罗·罗森将军和佩德罗·帕布洛·拉米雷斯将军于政变当日在五月广场向人群致意。

军队尽管一直是维持臭名昭著的十年中历届政府的支柱，但是由于军队人员越来越年轻，军队与政府的关系逐渐恶化。并且，最重要的是，在这十年中阿根廷的工业开始稳定发展，而阿根廷的（以及世界上许多地方的）工业发展在某种程度上与军队和国防需要密切相关。
拉蒙·卡斯蒂略总统已经遭遇了数起军事阴谋及未遂政变，并且在当时也存在数起公民军事阴谋（比如由联合军官组织策划，激进公民联盟党人埃内斯托·萨马蒂诺和阿图罗·罗森将军实施的阴谋;由激进公民联盟工会派的埃米利奥·拉维尼亚尼实施的阴谋等）。不过，1943年6月4日政变并未经过计划，而是临时发起的。另外，该政变与曾经发生在阿根廷的政变不同，几乎没有公民参与。
导致军事政变的具体原因，是卡斯蒂略总统于6月3日要求国防部长佩德罗·帕布洛·拉米雷斯将军辞职，因为拉米雷斯在5月26日会见了激进公民联盟的一些领导人。在会议上，激进公民联盟提出要在接下来的选举中提名他为总统候选人，于是，民主联盟成立了。该联盟由激进公民联盟温和派（工会派）组成，希望在共产党的支持下，团结社会党和民主进步党。
阿图罗·罗森将军和佩德罗·拉米雷斯将军于政变前日在五月营地举行会议，决定发动政变。从历史意义上来说，有一件值得一提的事：埃德尔米罗·法雷利将军和胡安·庇隆上校均未参加本次会议，却都在之后成为四三革命的最大推手；罗森将军当时邀请了法雷利参与政变组织，不过法雷利因个人原因而没有参加。至于庇隆，当时没人能找得到他。
6月4日清晨，8,000名士兵跟随着起义领袖（阿图罗·罗森将军、埃尔维奥·阿纳亚将军、埃米利奥·拉米雷斯上校、福尔图纳托·焦万诺尼上校和飓风俱乐部主席托马斯·阿道弗·杜科中校），离开了布宜诺斯艾利斯市西北的五月营地。抵达努涅斯区的海军机械学院时，队伍遭遇了忠于政府的驻军的攻击，这场战斗造成了30人死亡、100人受伤。在海军机械学院的帮助下，卡斯蒂略总统登上一辆德拉蒙德卡车，向着乌拉圭方向逃走了，胡安·皮斯塔里尼将军、阿曼多·贝达高埃尔将军、佩德罗·巴勃罗·拉米雷斯将军、埃德尔米罗·法雷利将军和萨瓦·苏埃罗海军上将因此得以进入玫瑰宫。中午过后不久，叛军队伍也抵达了玫瑰宫，于是阿图罗·罗森将军被任命为总统。
最开始，除了共产党外，所有的政治或社会力量都或多或少支持政变。英国和美国也都如此。根据当时的英国驻阿根廷大使大卫·凯利爵士所言，英国对政变“呼喊着满意”。另一方面，德国大使馆在政变前日烧毁了他们的文件。
学者们对于政变的评价分歧巨大。何塞·路易斯·罗梅罗称政变为“忠于纳粹渗透的组织的营救行动，同时阻止了卡斯蒂略转向美国”。米格尔·安赫尔·申纳则把政变描述为“1930年9月6日政变历史的封底……1930年政变终结了一个合法政府；1943年政变终结了一个半合法政府”。工人运动开始后，二号阿根廷总工会又将政变描述为“卡斯蒂略下台后，工人失去了一个敌人，投机者失去了一个盟友，贿赂者和盗用公款者失去了一个对他们不怎么关心的人，纳粹和法西斯分子失去了一个好朋友。”

## 政变组织者GOU的作用
当时，阿根廷军队只有陆军和海军。海军由贵族和上层阶级组成，而另一方面，陆军在组成上发生了巨大变化，开始出现来自中层或中下层阶级的军官。新军官们带来了新的国防观念：工业化和军事企业的创办是必需的，国家需积极地推动它们。
陆军主要分为两个派系：民族主义派和自由主义派。前者都关心国家的工业发展、与天主教会的关系和拥有自治权的国际地位；这个派系的成员大多来自中产阶级，与激进公民联盟关系密切。后者则都认为应该与大型经济体（主要是英国或美国）保持良好关系，同时阿根廷必须拥有基本的农畜生产结构；这个派系的成员曾经来自（或属于）上层阶级。
20世纪30年代发生的政治、经济和社会的重大变革，使得包括军队在内的所有政治及社会领域出现了持有新主张的多个组织。阿古斯丁·佩德罗·胡斯托将军统领军队时，这种异质性尚能得到控制。但是，在1943年1月11日，胡斯托去世了。失去了胡斯托的约束的军队开始了重组和数个军事组织之间的内部斗争。
大多数持不同倾向性的历史学家都认为：1943年3月10日成立、1944年2月23日解散的军事组织——联合军官组织（GOU），在政变组织及政变之后的军事政府中，起到了决定性的作用。 不过，最近有一些历史学家质疑GOU的真正影响力，并把它称为“传说”。

详细研究过军队在现代阿根廷历史上的表现的美国历史学家罗伯特·波塔什，把GOU对6月4日政变的参与相对化：
GOU的领导层并未直接控制发动革命所需的军事资源……6月4日的军事行动并非GOU，或者哪个军官组织小心计划的结果……而是一场临时起意的行动，这使得在推翻卡斯蒂略总统后，参与者们几乎没法针对具体的目标达成共识。
历史学家对于GOU许多事情的评价并不一致，但都认可GOU是主要由低教育水平的军官——特别是上校和中校——组成的小型军官组织。GOU缺乏明确的意识形态，但是成员们都支持民族主义、反共主义和战争“中立”，并且极其希望终结保守派政府公开的腐败行为。
1943年GOU成立时，成员有：
- 上校：米赫尔·安赫尔·蒙特斯、恩里克·P·冈萨雷斯、胡安·庇隆[35]和埃米利奥·拉米雷斯（佩德罗·巴勃罗·拉米雷斯将军之子）。七月中旬，爱德华多·阿瓦洛斯也加入了GOU。此人与前述四人中后三人并称“四上校”。[36]
- 中校：乌尔瓦诺·德·拉·维加、多明戈·梅尔坎特、奥斯卡·奥古斯托·乌里翁多、胡利奥·拉戈斯（后成为解放者革命的一位领袖）、塞韦罗·埃萨吉雷、托马斯·阿道弗·杜科（首席足球经理）、阿图罗·萨韦德拉、阿里斯托武洛·米特尔巴赫、贝尔纳多·梅嫰德斯、[37]阿古斯丁·德·拉·维加和贝尔纳多·吉利安特盖。
- 少校：埃拉克利托·费拉萨诺、费尔南多·冈萨雷斯和埃克托尔·拉德沃卡。
- 上尉：弗朗西斯科·菲利皮（佩德罗·巴勃罗·拉米雷斯将军之女婿）。

波塔什和费利克斯·卢纳认为GOU的发起者是胡安·卡洛斯·蒙特斯和乌尔瓦诺·德·拉·维加。众所周知，蒙特斯兄弟是伊里戈延派，与阿马德奥·萨瓦蒂尼（激进公民联盟）关系密切，萨瓦蒂尼又是爱德华多·阿瓦洛斯的好朋友。历史学家罗贝托·费雷罗则认为GOU的两个“大脑”是恩里克·P·冈萨雷斯和埃米利奥·拉米雷斯。最后，佩德罗·巴勃罗·拉米雷斯将军和埃德尔米罗·法雷利将军与GOU保持着密切的联系；后来成为总统的拉米雷斯将军是拉米雷斯上校的父亲，菲利皮上尉的岳父。
历史学家对于庇隆在GOU内部担任的角色也看法不一。一些来自相反的政治立场的历史学家（比如乌戈·甘比尼和费尔明·查韦斯）认为，虽然庇隆的军衔相对较低，但是他是GOU的大脑及真正领袖。其他人（比如费利克斯·卢纳和费雷罗）则认为，庇隆最开始的地位比较低。波塔什相信，庇隆在GOU内部扮演着重要角色，不过拉米雷斯、冈萨雷斯和蒙特斯的地位与他相等。罗赫略·加西亚·卢波则相信，GOU多半是个传说，是军事情报行动的产物。其实，庇隆在政府中担任的第一个重要职位，是在1943年年底担任的劳工部长。
GOU的出现体现了军队中年轻军官的进步。这些军官们大多来自没有影响力的中低层阶级，在统领了军队将近20年的奥古斯丁·佩德罗·胡斯托将军逝世的1943年，发现了向前迈步的历史机遇。准确来说，四三革命的特征是缺乏明确的领导人。
除了关于GOU在四三革命中的真正影响力的辩论外，阿根廷军队（特别是胡斯托将军逝世之后的）是一个充满了不确定又相对独立的意识形态的不稳定团体，正在和旧或新的权利因素发展关系，并将随着进度，扮演不同的角色。

## 罗森将军的短暂专政

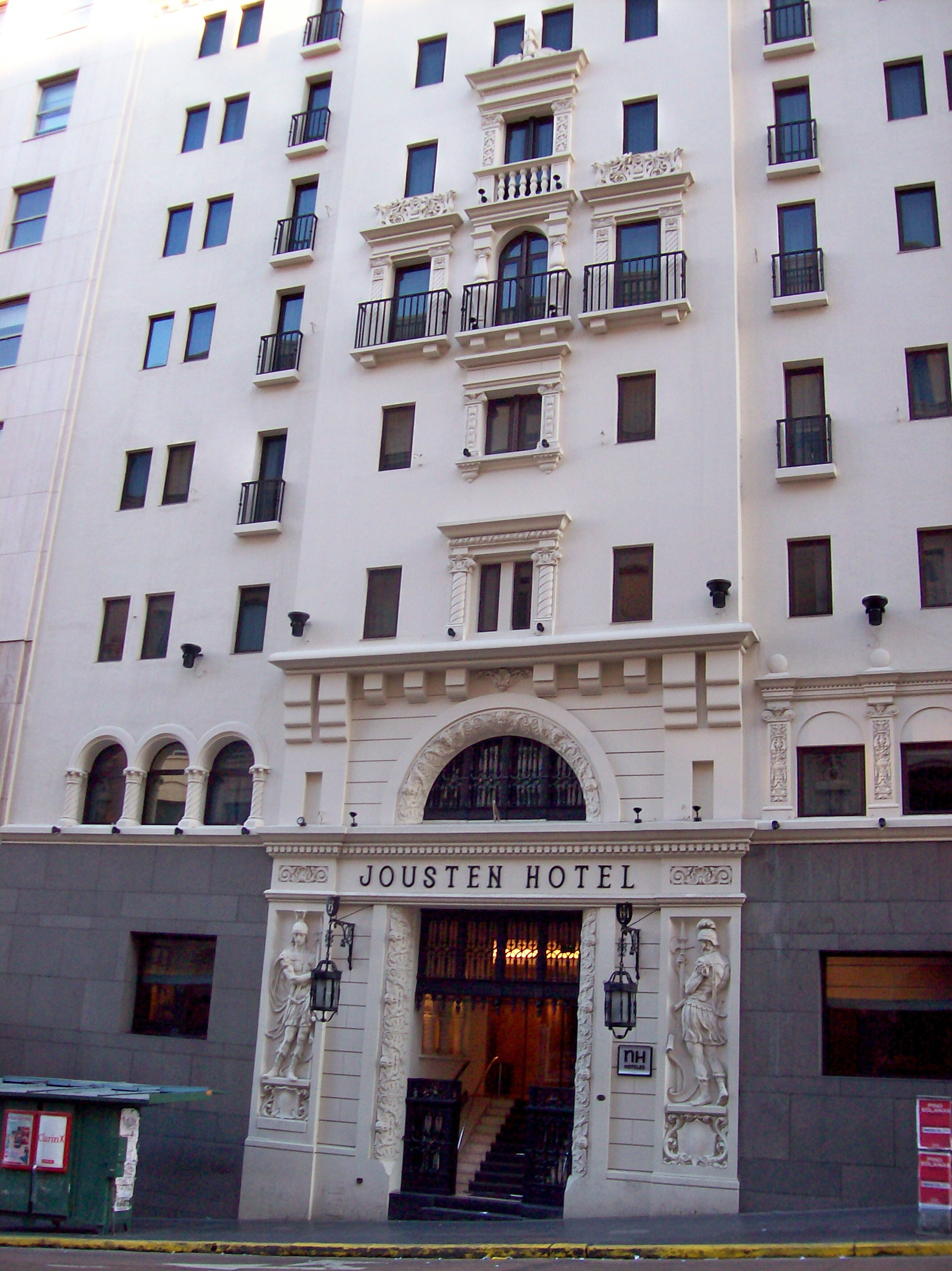
位于科连特斯大道和5月25日街交叉处的Jousten酒店。由罗森领导的被称作Jousten的将领们的阴谋组织的会面之地。

阿图罗·罗森将军出身阿根廷贵族家庭，是个狂热的天主教徒，也是国家民主党的成员。罗森领导着一群被称作“Jousten的将领们”（西班牙语：los generales del Jousten）的阴谋家组织，这个名字来源于参与者们用于会面的，位于科连特斯大道和5月25日街交叉处的Jousten酒店。
组织由政变后在政府中担任重要职位的人物组成，有：迭戈·伊西德罗·马松将军（农业部长）、贝尼托·苏埃罗海军少将（海军部长）和萨瓦·苏埃罗海军少将（副总统）（此两人是兄弟）。另外，作为公民接线员参与组织的埃内斯托·萨马蒂诺（激进公民联盟），曾在政变后被罗森邀请来组织内阁；但当时正值革命后的混乱期，萨马蒂诺到达玫瑰宫后，没有人把他待在等候室的事情告诉罗森，因此，在等待了一段时间后，他就回家去了。
第二天，罗森联系了将领们，把即将参与罗森内阁的人物的名字告诉了他们，问题就在这时出现了。这些人物中有三个人是前政府和公认的右翼成员的朋友：多明戈·马丁内斯将军、小何塞·玛丽亚·罗萨和奥拉西奥·卡尔德龙。慎重的将领们拒绝让这些受到质疑的人参政，而罗森却坚持要任用这些人，于是，在6月6日，罗森辞职了。接着，佩德罗·巴勃罗·拉米雷斯（准确的说，政变正是因为激进公民联盟在一场会议中推举他为民主联盟的总统候选人，导致卡斯蒂略要辞退他才发生的）将军被任命为总统。
两年后的1945年，罗森将军在科尔多瓦发起了一场政变，尝试推翻法雷利和庇隆。虽然这场政变失败了，但却使得阿瓦洛斯将军和五月营地的军官们可以辞退并监禁庇隆，也就导致了一周后，发生在10月17日的民众示威。

## 佩德罗·巴勃罗·拉米雷斯将军的专政

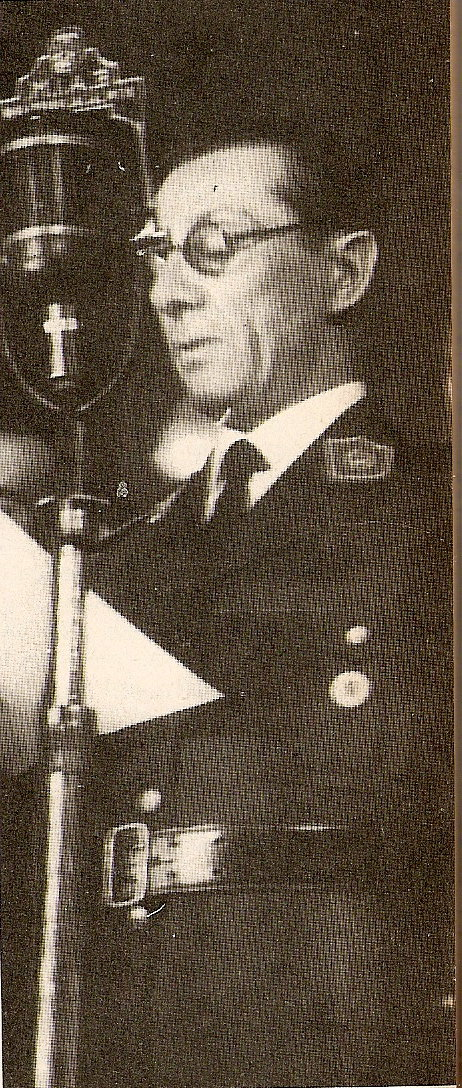
1943年6月7日，四三革命后头八个月的总统佩德罗·帕布洛·拉米雷斯将军向他的第一届内阁宣誓就职。

6月7日，佩德罗·帕布洛·拉米雷斯将军宣誓就任总统，是为四三革命后头八个月的总统。同时，萨瓦·苏埃罗宣誓就任副总统。拉米雷斯曾任卡斯蒂略总统的国防部长，政变发生的几天前，激进公民联盟的一个派系推举他为反对派联盟“民主联盟”的总统候选人。他的第一个内阁除了财政部长外，全部由军人组成：
- 财政部长：豪尔赫·圣马里纳
- 内务部长：阿尔韦托·希尔韦特上校
- 外交部长：塞贡多·斯托尼海军少将
- 司法部长及教育部长：埃尔维奥·阿纳亚上校
- 海军部长：贝尼托·苏埃罗海军少将
- 陆军部长：埃德尔米罗·胡利安·法雷利上将
- 农业部长：迭戈·伊西德罗·马松准将
- 公共工程部长：伊斯梅尔·加林德斯海军中将

内阁中没有GOU成员，但有两位GOU成员被任命为关键职位：恩里克·P·冈萨雷斯上校和总统之子埃米利奥·拉米雷斯上校，分别被任命为总统私人秘书和布宜诺斯艾利斯市警察局长。希尔韦特上校和苏埃罗海军上将将成为总统的亲信。胡安·庇隆上校在当时任陆军部长秘书（一个不是特别重要的职位），受法雷利部长领导。

### 首要措施
罗森政府和拉米雷斯政府采取的首要措施是限制个人自由、压制政治和社会各界。从1943年6月4日起，新政府逮捕了数名共产主义领袖和民兵。被逮捕的人大多被关押在巴塔哥尼亚的监狱（比如内乌肯市的监狱），幸免于难的人则逃亡到了乌拉圭。
6月6日，政府逮捕了肉类工业工人联合会的负责人，并把他们送往南方。随后，联合会的营业场所被关停，秘书长何塞·彼得未经审判就被判处1年零4个月的监禁。7月，政府宣布二号总工会（1942年10月总工会分裂后，支持社会党和共产党的工会组织）解散。
6月15日，政府解散了亲同盟国的阿根廷行动。8月，政府批准了加强国家对工会的控制的专业协会制度。8月23日，政府在铁路工会中安插了一名军事检察员，以取代工会的权力。
政府还决意解散国会，并干涉国家海滨大学。这些措施将引发与政治及社会各界（特别是与学生运动）的对抗。
同时，政府下令冻结农村的租金和租约，这对工人和农民（中型及小型农村生产者）起到了积极作用。政府又成立了拉丁美洲电力公司丑闻调查委员会（成员：马蒂亚斯·罗德里格斯·孔德、胡安·萨瓦托和胡安·巴勃罗·奥利弗），以强化对腐败的斗争。委员会于1944年5月27日完成了著名的罗德里格斯·孔德报告，报告中提出了撤回拉丁美洲电力公司的法律主体、取消公司扩张和降低费率的两个法令。不过，报告直到1956年才出版，并且因为之后的实际副总统胡安·庇隆的决定，报告中提出的计划根本没有被实行。因为拉丁美洲电力公司在选举时给予了庇隆经济支持，该公司成为了庇隆政府时期少数没有被国有化的公司中的一个。

## 6月4日进行曲
为了纪念革命，弗朗西斯科·洛穆托于1944年创作了一支军队进行曲。演唱者为阿尔韦托·里韦拉和卡洛斯·加拉尔塞。

6月4日
家园重生希望；
阳光更加灿烂明媚。
陆上、海里的巨浪
美丽又骄傲的双色。
强大的力量支持的，正义，
让穷人和富人平等地团结。
懦夫们——只要你们还算——屈服于
阿根廷锐不可当的步伐！
六月四日！
祖国的救赎日。
优秀的公民
忠诚的士兵
保卫着您永恒的荣耀。
六月四日！
历史的史诗。
理性的胜利！
从心底喊出：
诚实、自由、荣耀！